# Ле Казете (Болоња)
Ле Казете (итал. Le Casette) је насеље у Италији у округу Болоња, региону Емилија-Ромања.
Према процени из 2011. у насељу је живело 21 становника. Насеље се налази на надморској висини од 12 м.